# Wacław Potocki
Wacław Potocki, född 1622, död 1696, var en polsk författare.
Potocki uppfostrades i en ariansk skola i Kraków, blev soldat och deltog 1652 i kriget mot kosackerna, men lämnade landet vid svenskarnas anryckande och övergick till katolicismen. Hans förnämsta arbete är den långa hjältedikten Wojna Chocimska, förhärligande polackernas seger över turkarna vid Chotin (1621) och fältherren Karol Chotkiewicz.